# Muttayyapuram
Muttayyapuram (o Muthiahpuram, Muthiapuram) è una suddivisione dell'India, classificata come town panchayat, di 30.314 abitanti, situata nel distretto di Thoothukudi, nello stato federato del Tamil Nadu. In base al numero di abitanti la città rientra nella classe III (da 20.000 a 49.999 persone).

## Geografia fisica
La città è situata a 08° 45' 12 N e 78° 09' 31 E.

## Società

### Evoluzione demografica
Al censimento del 2001 la popolazione di Muttayyapuram assommava a 30.314 persone, delle quali 15.803 maschi e 14.511 femmine. I bambini di età inferiore o uguale ai sei anni assommavano a 3.240, dei quali 1.680 maschi e 1.560 femmine. Infine, coloro che erano in grado di saper almeno leggere e scrivere erano 21.259, dei quali 11.671 maschi e 9.588 femmine.